# Miguel Garcia Velho
Miguel Garcia Velho foi um bandeirante natural de Taubaté, na capitania de São Vicente.
Filho de Jorge Dias Velho e casado com Leonor Homem de del Rei, filha de Tomé Portes del Rei, seguiu à frente de uma bandeira que fez o mesmo percurso de Jacques Félix, o Moço, descobriu minas as margens do Rio Santo Antônio, em frente a uma grande cachoeira, denominado o local de "Minas novas do Itagybá", e iniciou o povoamento da regiao. Na atual Delfim Moreira e primitiva Itajubá.
Miguel Garcia, também seguiu pelos vales de Bocaína, afastando-se, pois da rota já trilhada por outros exploradores, a qual ia dar no Rio Verde e Baependi.
Seu filho, o Padre Francisco Homem del-Rei erigiu a primeira Capela e chamada de Nossa Senhora da Boa Viagem do Curral del Rei em Belo Horizonte, então sede da freguesia do mesmo nome instituída, de fato em 1718.
Silva Leme descreve sua família no volume VII páginas 467 e 470, (Tít. Garcia Velhos) da sua Genealogia Paulistana.